# Free to view
Il free to view (sigla FTV; letteralmente in inglese "visibile gratis") è la trasmissione gratuita e criptata di contenuti televisivi e/o radiofonici agli utenti.
Il free to view si differenzia quindi dal free to air (nel quale la trasmissione è gratuita ma non criptata) e dalla pay TV (nella quale la trasmissione è criptata ma a pagamento).

## Utilizzo del termine
Con il free to view i contenuti televisivi e/o radio vengono criptati con un sistema di accesso condizionato. L'utente per poterne fruire deve quindi dotarsi di apparecchi (televisore, set-top box, videoregistratore, ecc.) in grado di decriptare il sistema di accesso condizionato e, normalmente ma non sempre, anche di una smart card che ne autorizza l'accesso.
Il free to view viene utilizzato dalle emittenti televisive satellitari per permettere la fruizione dei programmi televisivi solo alla nazione. Spesso infatti le emittenti televisive satellitari acquistano i diritti di trasmissione dei programmi televisivi solo per la nazione mentre il segnale satellitare, di norma, è invece ricevibile anche all'estero. In Italia il free to view è utilizzato per la piattaforma televisiva satellitare gratuita Tivùsat, e in misura minore anche da Sky dove alcuni canali possono essere visibili anche solo con decoder e smart-card coi diritti d'abbonamento pay-tv scaduti.